# Imprensa gratuita
Imprensa gratuita é o conjunto de jornais e revistas distribuídos gratuitamente aos leitores. A maior parte dos diários gratuitos são distribuídos unicamente nos dias úteis, e as suas receitas provém exclusivamente da publicidade publicada, por isso mesmo em geral mais visível que na imprensa tradicional.

## História

### No Mundo
Desde que há imprensa que há distribuições gratuitas de material impresso, sobretudo propaganda política ou comercial. Mas a história da imprensa de distribuição gratuita que obedece às regras do jornalismo é bastante mais recente. Crê-se que o primeiro jornal diário gratuito do mundo seja o Contra Costa Times , fundado em 1947 na Califórnia, Estados Unidos da América. Na Europa o primeiro foi o sueco Metro , fundado em 1995, e que actualmente conta com várias edições internacionais, incluindo três em Portugal e uma no Brasil.

### Em Portugal
Fundado em 2004, o Destak  foi o primeiro diário gratuito português. Segundo a Associação Portuguesa para o Controlo de Tiragem, no seu último relatório disponibilizado (Janeiro-Outubro 2008), é actualmente o terceiro jornal diário de maior tiragem, com 164 mil exemplares, tem 3 edições (Nacional, Porto e Lisboa) e é distribuído em 8 cidades. O seu grande rival é o Metro, que é editado em Portugal também desde 2004. O Metro conta com 170 mil exemplares de tiragem média, segundo o mesmo relatório.
Em Setembro de 2007, foi lançado o Global Notícias, extinto em 2010. Pertencente ao Grupo Controlinveste Media,  o Global chegou a ser líder de mercado em tiragem, com 202 mil exemplares; em pouco mais de um ano de existência, já havia expandido sua área de influência ao Porto, Aveiro, Braga, Leiria e Faro, para além de, naturalmente, Lisboa.
Também neste mês, foi lançado o Meia Hora (extinto em Setembro de 2010), que chegou a registar uma tiragem média de 66 mil exemplares.
Além destes existe um diário gratuito económico, o OJE (que sendo distribuído gratuitamente, também permite a assinatura paga por correio e indica o preço de 1 cêntimo em cada exemplar) e um desportivo, o Diário Desportivo, que entretanto encerrou. Em Junho de 2007 foi anunciada a criação de um novo diário gratuito, Diário da Cidade, a ser distribuído na região autónoma da Madeira.
Antes destes títulos diários, existiam já vários títulos gratuitos de periodicidade superior, desde boletins municipais a revistas e jornais de cariz religioso, nomeadamente evangélico. Um dos primeiros títulos semanais a obedecer a regras comerciais semelhantes às dos diários foi o semanal local de Vila Nova de Famalicão O Povo Famalicense, editado desde 1999. Em Outubro de 2007, foi lançado o primeiro semanário nacional gratuito, o Mundo à Sexta detido pela Sonaecom e distribuído com os jornais diários pagos Público e A Bola, além da habitual distribuição de rua e ainda nos hipermercados do mesmo grupo financeiro. Este jornal, suspendeu as suas edições em Janeiro de 2009.

### No Brasil
Em São Paulo são distribuídos dois diários gratuitos, uma edição local do sueco Metro e outra do português Destak . Além de um jornal semanal, O Giro SP 

## Principais jornais gratuitos de língua portuguesa
| Desde | Título             | País              | Periodicidade | Temática          | Edições                                           |
| ----- | ------------------ | ----------------- | ------------- | ----------------- | ------------------------------------------------- |
| 1996  | Jornal da Região   | Portugal          | Semanário     | Regional          | Lisboa, Amadora, Sintra, Cascais, Oeiras e Almada |
| 1999  | O Povo Famalicense | Portugal          | Semanal       | Local             | Vila Nova de Famalicão                            |
| 2001  | Destak             | Portugal          | Diário        | Generalista       | Nacional, Lisboa e Porto                          |
| 2004  | Metro              | Portugal          | Diário        | Generalista       | Nacional, Lisboa e Porto                          |
| 2006  | Destak             | Brasil            | Diário        | Generalista       | São Paulo                                         |
| 2006  | OJE                | Portugal          | Diário        | Economia          | Lisboa                                            |
| 2007  | Diário Desportivo  | Portugal          | Diário        | Desporto          | Nacional                                          |
| 2007  | Diário Cidade      | ...               | Portugal      | Diário            | Regional                                          |
| 2007  | MundÁfrica         | ...               | Portugal      | Mensal            | África lusófona                                   |
| 2007  | Giro SP            | Brasil            | Semanário     | Generalista       | São Paulo                                         |
| 2007  | Metro              | Brasil            | Diário        | Generalista       | São Paulo                                         |
| 2007  | Meia Hora          | Portugal          | Diário        | Generalista       | Lisboa e Porto                                    |
| 2007  | Raia Rural         | Portugal/ Espanha | Mensal        | Regional          | Transfronteiriça                                  |
| 2007  | Global Notícias    | Portugal          | Diário        | Generalista       | Lisboa                                            |
| 2007  | O Mundo à Sexta    | Portugal          | Semanário     | Generalista       | Nacional                                          |
| 2007  | O Balcão           | Portugal          | Semanário     | Local             | Braga                                             |
| 2007  | Revista Goma       | Brasil            | Mensal        | Música Eletrônica | Brasil                                            |
| 1999  | Jornal ShowRiso    | Brasil            | Mensal        | Bom Humor         | Curitiba/PR                                       |
| 2010  | Jornal Expresso    | Brasil            | semanal       | Noticias          | Fortaleza/CE                                      |